# Дощові ліси архіпелагу Луїзіада
Дощові ліси архіпелагу Луїзіада (ідентифікатор WWF: AA0125) — австралазійський екорегіон тропічних та субтропічних вологих широколистяних лісів, розташований на сході Папуа Нової Гвінеї.

## Географія
Екорегіон дощових лісів архіпелагу Луїзіада охоплює архіпелаг Луїзіада, що простягається на 160 км із заходу на схід між Соломоновим і Кораловим морями, на південний схід від Нової Гвінеї. Цей архіпелаг складається з десяти великих вулканічних островів та близько 90 менших коралових острівців. Найбільшими островами архіпелагу є острови Тагула або Ванатнаї, Россель та Місіма. Найвищою вершиною регіону є гора Коя-Тау заввишки 1036 м, розташована на Місімі. Адміністративно острови регіону є частиною провінції Мілн-Бей в Папуа Новій Гвінеї

## Клімат
В межах екорегіону домінує екваторіальний клімат (Af за класифікацією кліматів Кеппена). Середньорічна кількість опадів на великих островах може перевищувати 2000 мм, однак на невисоких коралових острівцях опадів випадає менше.

## Флора
Рослинний покрив екорегіону представлений вологими вічнозеленими дощовими лісами. Через малородючі ґрунти лісовий намет в них розташований на висоті 20-30 м над землею, нижче, ніж на Новій Гвінеї. Серед дерев, що переважають у первинних лісах на архіпелазі Луїзіада, слід відзначити різні види казуарин (Casuarina spp.), кастанопсисів (Castanopsis spp.) та хопей (Hopea spp.). У мішаних лісах, поширених в районах, де випадає менша кількість опадів, переважають острівні лічі (Pometia pinnata), ладанні анісоптери (Anisoptera thurifera), а також різні види канаріумів (Canarium spp.), криптокарій (Cryptocarya spp.), терміналій (Terminalia spp.), фікусів (Ficus spp.) та каркасів (Celtis spp.).
Загалом флора екорегіону є доволі різноманітною, однак недостатньо дослідженою. Відомо про кілька ендемічних представників родини Маренові (Rubiaceae), поширених на островах Луїзіада, а також про кілька ендемічних видів панданів (Pandanus spp.), бурзер (Pandanus spp.), хопей (Hopea spp.) та хурми (Diospyros spp.).

## Фауна
В межах екорегіону зустрічається 24 види ссавців, більшість з яких (18 видів) — це рукокрилі, зокрема малі крилани (Pteropus hypomelanus), звичайні квіткові крилани (Syconycteris australis), а також майже ендемічні острівні трубконосі крилани (Nyctimene major), голоспинні крилани Паннієта (Dobsonia pannietensis) та луїзіадські трубковухи (Kerivoula agnella). Також на островах Луїзіада зустрічаються цукрові сумчасті летяги (Petaurus breviceps), майже ендемічні східні кускуси (Phalanger intercastellanus), майже ендемічні східнопапуанські пацюки (Rattus mordax) та ендемічні россельські меломиші (Melomys arcium).
Орнітофауна екорегіону нараховує близько 250 видів птахів. Серед ендемічних птахів, поширених на архіпелазі Луїзіада, слід відзначити острівного альціона (Todiramphus colonus), луїзіадську піту (Erythropitta meeki), світлогорлу медовичку (Myzomela albigula), тагулайського медолюба (Microptilotis vicina), тагуланську сорочицю (Cracticus louisiadensis), россельського шикачика (Edolisoma rostratum), луїзіадського свистуна (Pachycephala collaris), тагульського ядлівчака (Colluricincla discolor), тагульську манукодію (Manucodia alter), білогорлого окулярника (Zosterops meeki) та острівного квіткоїда (Dicaeum nitidum), а серед майже ендемічних представників екорегіону — луїзіадських віялохвісток (Rhipidura louisiadensis), луїзіадських монархів (Symposiachrus melanopterus) та папуанських окулярників (Zosterops griseotinctus).

## Збереження
Значна частина лісів на островах регіону була знищена та була замінена сільськогосподарськими угіддями або деградувала та перетворилася на вторинні луки чи савани. Основними загрозами для збереження природи регіону є продовження лісозаготівлі, а також видобуток корисних копалин, зокрема золота й срібла у деяких районах острова Місіма. Природоохоронні території в екорегіоні відсутні.